# Третий Латеранский собор

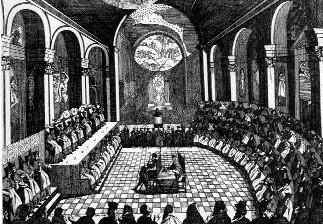
Изображение Третьего Латеранского собора эпохи Возрождения

Третий Латеранский собор (в традиции Римско-католической церкви — 11-й Вселенский собор) был созван римским папой Александром III в марте 1179 года. На соборе присутствовали, кроме самого папы, 302 епископа.
Основные вопросы, стоявшие на повестке дня собора, таковы:
- Искоренение последствий недавней антипапской схизмы;
- Осуждение катарской и вальденской ересей;
- Восстановление церковной дисциплины.

Заседания собора происходили 5, 14 и 19 марта. Результатом стало оглашение 27 канонов. Вот важнейшие из них:
- Канон 1. Установил, что во избежание повторения схизмы, папа должен выбираться исключительно коллегией кардиналов. Причём, претендент может считаться законно избранным папой только в том случае, если за него проголосовали две трети общего числа кардиналов. Если кандидат, не набравший необходимого числа голосов, вопреки результатам голосования объявит себя папой, он сам и его сторонники подлежат отлучению от церкви (экскоммуникации).
- Канон 2. Аннулировал все назначения и решения, подготовленные антипапами Виктором IV, Пасхалием III и Каликстом III. Все эти антипапы объявлены ересиархами.
- Канон 3. Запретил возведение в епископский сан лиц, не достигших тридцатилетнего возраста.
- Канон 7. Запретил взимание денег за похороны, благословение и совершение других таинств.
- Канон 9. Призвал воинствующие ордена тамплиеров и госпитальеров к соблюдению канонических положений.
- Канон 11. Запретил духовным лицам принимать женщин в своих домах и часто посещать женские монастыри.
- Канон 19. Установил обязательное отлучение от церкви для светских лиц, решивших взимать подати с церквей и верующих без соизволения духовенства.
- Канон 24. Запретил поставки сарацинам любых материалов, которые могли бы использоваться для построения ими флота.
- Канон 27. Предписал светским правителям бороться с ересями.

Третий Латеранский собор через каноническое право обеспечил крупный прогресс церковной организации и папской власти, но усилил тенденцию к закрытости христианства.
Цит. по Жак Ле Гофф «Цивилизация средневекового Запада» / Пер. с фр. — « »под общ. ред. В. А Бабинцева. Екатеринбург: У-Фактория, 2005.